# Konstsim vid världsmästerskapen i simsport 2024 – Herrarnas fria soloprogram
Herrarnas fria soloprogram i konstsim vid världsmästerskapen i simsport 2024 avgjordes mellan den 6 och 7 februari 2024 i Aspire Dome i Doha i Qatar.
Italienske Giorgio Minisini tog guld, spanske Dennis González tog silver och colombianske Gustavo Sánchez tog brons.

## Resultat
Kvalet startade den 6 februari klockan 09:30. Finalen startade den 7 februari klockan 20:00.
| Placering | Simmare                 | Nationalitet | Kval     | Kval      | Final    | Final     |
| Placering | Simmare                 | Nationalitet | Poäng    | Placering | Poäng    | Placering |
| --------- | ----------------------- | ------------ | -------- | --------- | -------- | --------- |
| 1         | Giorgio Minisini        | Italien      | 174,1583 | 3         | 210,1355 | 1         |
| 2         | Dennis González         | Spanien      | 191,3562 | 2         | 196,2750 | 2         |
| 3         | Gustavo Sánchez         | Colombia     | 140,6583 | 6         | 192,0812 | 3         |
| 4         | Yang Shuncheng          | Kina         | 213,9999 | 1         | 176,3647 | 4         |
| 5         | Kenneth Gaudet          | USA          | 159,7918 | 4         | 166,6250 | 5         |
| 6         | Kantinan Adisaisiributr | Thailand     | 152,8916 | 5         | 150,2583 | 6         |
| 7         | Joel Benavides          | Mexiko       | 140,6459 | 7         | 134,2562 | 7         |
| 8         | Renaud Barral           | Belgien      | 118,8895 | 8         | 117,4333 | 8         |
| 9         | Andy Ávila              | Kuba         | 95,0625  | 9         | 111,9460 | 9         |